# Mahnaz Afshar
Mahnāz Afshār (en persan : مهناز افشار) est une actrice iranienne née le 11 juin 1977 à Téhéran.

## Biographie
Mahnaz Afshar est née le 11 juin 1977 à Téhéran. Elle a deux frères cadets. Elle a grandi à Tehranpars, un quartier de l'est de Téhéran. Elle s'intéresse au cinéma lorsqu'elle est encore une élève au lycée. Diplômée de l'école en 1995, elle est acceptée à l'école de cinéma. Son premier rôle important est dans le film Shour-e Eshgh (La Passion d'amour), de Nāder Moghaddas en 1999. 

## Filmographie
- 1999 : La Passion d'amour de Nader Moghaddas
- 1999 : Jeunes Lions de Mohsen Mohseni Nasab
- 2000 : Gris de Mehrdad Mirfallah
- 2000 : Negin de Asghar Hashemi
- 2002 : Koma de Arash Moayerian
- 2002 : Zahre Asal d'Ebrahim Sheybani
- 2002 : Sizdah Gorbeh rouye shirvani (13 cats on the gable roof)
- 2003 : Salade Fasl de Freydoun Jeirani
- 2003 : Aquarium de Iraj Ghaderi
- 2004 : Qui a tué Amir? de Mehdi Karim Pour
- 2004 : Kārgarān mashghul-e kārand de Mani Haghighi
- 2006 : Atash Bas (Cessez-le-feu) de Tahmineh Milani
- 2006 : Taleh (Trap) de Sirous Alvand
- 2006 : Raees (Le Boss) de Massoud Kimiaei
- 2007 : Kalagh Par (Flying Of Crow)
- 2007 : Sad Sal Be In Salha
- 2007 : Tasvieh hesab
- 2007 : Enekas
- 2008 : Davat d'Ebrahim Hatamikia